# Карпиков, Дмитрий Леонидович
Дми́трий Леони́дович Ка́рпиков (род. 6 января 1974 года, Кирово-Чепецк, Кировская область, РСФСР, СССР, при рождении Мошонкин) — российский и белорусский хоккеист, выступавший за клубы главной белорусской хоккейной лиги и сборную Белоруссии.

## Биография
Родился в 1974 году в Кирово-Чепецке. Воспитанник ДЮСШ местного хоккейного клуба «Олимпия» (первый тренер В. А. Яговкин), где и начал игровую карьеру в 1990 году.
В 1998 году был приглашён в команду РХЛ Нефтехимик (Нижнекамск). В 1999 году сменил фамилию Мошонкин на фамилию жены — Карпиков.
В 1999—2004 годах играл в командах высшей лиги чемпионата России ХК «Воронеж» и кирово-чепецкой «Олимпии».
Затем до конца карьеры выступал за клубы Белорусской экстралиги — минский «Керамин», ХК «Гомель» и солигорский Шахтёр.
За сборную Белоруссии сыграл 7 матчей в турах Кубка Европейского хоккейного вызова 2005, 2006 и 2007 годов и в товарищеских играх (пропустил 8 шайб). Из-за травмы не смог принять участие в чемпионате мира 2008 года.
Завершил игровую карьеру в 2013 году.

## Достижения
- Серебряный призёр чемпионата Белоруссии 2004/2005[англ.].
- Серебряный призёр чемпионата Белоруссии 2006/2007[англ.].
- Чемпион Белоруссии 2007/2008[англ.].
- Обладатель Кубка Белоруссии (2008/2009)